# 杨涧金代壁画墓
杨涧金代壁画墓是一座位于中华人民共和国山西省朔州市朔城区小平易乡杨涧村的金代砖室墓，1998年4月列入朔城区文物保护单位。1983年，杨涧煤矿修建办公楼，在平整场地时发现了这座金代墓葬。该墓早已遭盗，陪葬品多不知去向。棺内有骨架两副，棺外瓮中存有骨灰。墓室壁画有墓主人生活图和二十四孝故事图。